# Juan Rulfo
Juan Rulfo (n. 16 mai 1917, Sayula⁠(d), Jalisco, Mexic – d. 7 ianuarie 1986, Ciudad de México, Mexic) a fost un romancier, scriitor de povestiri și fotograf din Mexic, unul dintre cei mai apreciați autori latino-americani. Reputația lui Rulfo se bazează pe două scrieri de mici dimensiuni, romanul Pedro Páramo (1955) și El llano en llamas (1953), o colecție de povestiri scurte care include și apreciata povestire ¡Diles que no me maten! (Spune-le să nu mă ucidă!). A fost declarat alături de Jorge Luis Borges cel mai bun scriitor de limbă spaniolă al secolului XX în urma unui sondaj realizat de Editorial Alfaguara în 1999.